# Oleksandr Gončenkov
Oleksandr Anatolijovič Gončenkov (tudi Aleksander Anatoljovič Gončenkov, ukrajinsko Олександр Анатолійович Гонченков, rusko Александр Анатольевич Гонченков), ukrajinsko-ruski kolesar, * 4. april 1970, Lvov, Sovjetska zveza.
Gončenkov je nekdanji profesionalni kolesar, ki je v začetku kariere tekmoval v dirkališčnem kolesarstvu, od leta 1993 pa v cestnem kolesarstvu za ekipe Lampre-Polti, Roslotto–ZG Mobili in Ballan. V dirkališčnem kolesarstvu je nastopil na Poletnih olimpijskih igrah 1992 za Združeno ekipo, kjer je osvojil 6. mesto v ekipnem zasledovanju na 4000 m in 11. mesto v posamičnem zasledovanju na 4000 m, ter svetovnem prvenstvu leta 1990, kjer je osvojil naslov svetovnega prvaka v amaterskem ekipnem zasledovanju. Na dirkah Grand Toura je največji uspeh dosegel na Dirki po Italiji leta 1996, ko je dosegel etapno zmago in 30. mesto v skupnem seštevku. Več uspehov je dosegel na enodnevnih in klasičnih dirkah, edino večjo zmago je dosegel na Dirki po Emiliji leta 1997. Ob tem je bil tretji na dirki Pariz–Tours leta 1993 ter drugi na Brabantski puščici leta 1995, spomeniku Milano–San Remo leta 1996 in Klasiki San Sebastián leta 1997. Leta 1996 je osvojil še drugo mesto na etapnih dirkah Po Romandiji in Od Tirenskega do Jadranskega morja.